# Spartak-Stadion (Mahiljou)
Das Spartak-Stadion (russisch Стадион «Спартак») ist ein Fußballstadion mit Leichtathletikanlage in der belarussischen Stadt Mahiljou. Es wurde 1956 fertiggestellt und bietet momentan 7350 Zuschauern Platz. Es verfügt über ein Spielfeld aus Naturrasen. Der Fußballverein Dnjapro Mahiljou, der von 1963 bis 1973 FK Spartak Mahiljou hieß, trägt hier seine Heimspiele aus.
Am 12. Oktober 2010 trug die belarussische Fußballnationalmannschaft gegen Albanien in Mahiljou ein Qualifikationsspiel zur EM 2012 aus. Die Belarussen bezwangen die Gäste aus Albanien mit 2:0 Toren.

## Galerie

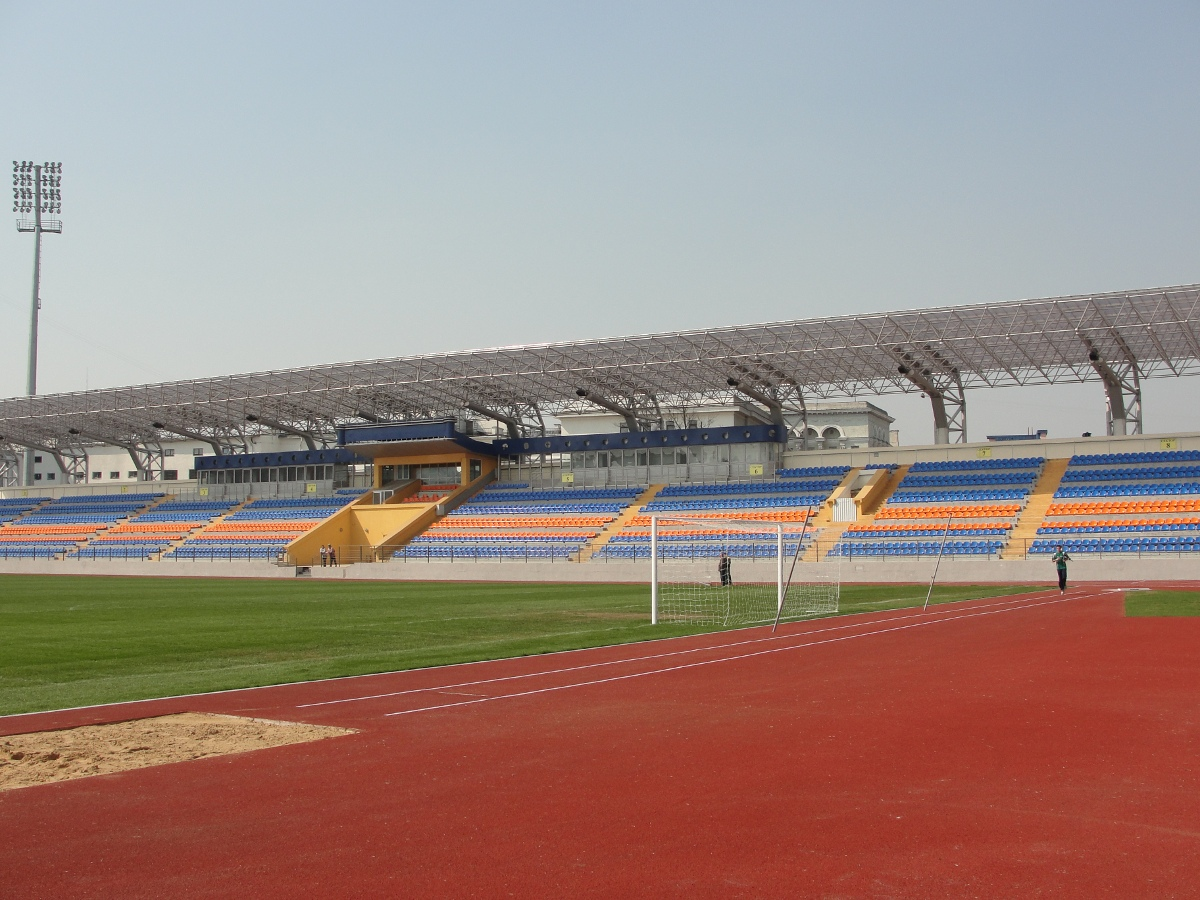
Haupttribüne im Spartak-Stadion